# یوئه فی
یوئه فِـی (انگلیسی: Yue Fei؛ ۲۴ مارس ۱۱۰۳ – ۲۷ ژانویهٔ ۱۱۴۲) که با نام «پنگ‌جو» هم شناخته می‌شود، یک ارتشبد و فرماندهٔ نظامی در دوران حکومت دودمان سونگ جنوبی چین بود.
شهرت او به‌سبب فرماندهی نیروهای نظامیِ دودمان سونگ در خلال جنگ‌های سدهٔ دوازدهم مابین «خاندان سونگ» و نیروهای جورجی از دودمان جین در شمال چین بود. وی در سال ۱۱۴۲ با دسیسهٔ دولت‌مردانِ فاسد در دربار امپراتور گائوزونگ (از دودمان سونگ) کشته شد. چندین سال پس از مرگش و در سال ۱۱۶۹، امپراتور شیائو زونگ به او لقب پسامرگِ «وومو» (武穆）را اعطا کرد و حتی بعدها در سال ۱۲۱۱، لقب پسامرگِ «پادشاه ئی» (鄂王)، توسط امپراتور نینگ زونگ به او تعلق گرفت.
یوئه فی در سرتاسر چین به عنوان یک نماد مین‌پرستی و همچنین قهرمان ملی-میهنی شناخته می‌شود و از زمان مرگش تا کنون، او را یک نمونهٔ مثال‌زدنی و کامل از «وفاداری» به حساب می‌آورند.